# Polygonia orpheus
Polygonia orpheus är en fjärilsart som beskrevs av Norbert J. Cross 1936. Polygonia orpheus ingår i släktet Polygonia och familjen praktfjärilar. Inga underarter finns listade i Catalogue of Life.